# Bréviandes
Bréviandes és un municipi francès situat al departament de l'Aube i a la regió del Gran Est. L'any 2007 tenia 2.165 habitants.

## Demografia

### Població
El 2007 la població de fet de Bréviandes era de 2.165 persones. Hi havia 866 famílies de les quals 258 eren unipersonals (119 homes vivint sols i 139 dones vivint soles), 281 parelles sense fills, 250 parelles amb fills i 77 famílies monoparentals amb fills.
La població ha evolucionat segons el següent gràfic:
Habitants censats

### Habitatges
El 2007 hi havia 944 habitatges, 880 eren l'habitatge principal de la família, 7 eren segones residències i 56 estaven desocupats. 712 eren cases i 217 eren apartaments. Dels 880 habitatges principals, 568 estaven ocupats pels seus propietaris, 272 estaven llogats i ocupats pels llogaters i 40 estaven cedits a títol gratuït; 57 tenien una cambra, 82 en tenien dues, 129 en tenien tres, 208 en tenien quatre i 405 en tenien cinc o més. 673 habitatges disposaven pel capbaix d'una plaça de pàrquing. A 388 habitatges hi havia un automòbil i a 370 n'hi havia dos o més.

### Piràmide de població
La piràmide de població per edats i sexe el 2009 era:
| Homes | Edats   | Dones |
| ----- | ------- | ----- |
| 4     | 95 o +  | 4     |
| 4     | 90 a 94 | 36    |
| 12    | 85 a 89 | 40    |
| 12    | 80 a 84 | 20    |
| 12    | 75 a 79 | 32    |
| 60    | 70 a 74 | 32    |
| 44    | 65 a 69 | 60    |
| 60    | 60 a 64 | 76    |
| 60    | 55 a 59 | 52    |
| 28    | 50 a 54 | 44    |
| 84    | 45 a 49 | 64    |
| 76    | 40 a 44 | 84    |
| 68    | 35 a 39 | 64    |
| 88    | 30 a 34 | 56    |
| 56    | 25 a 29 | 40    |
| 72    | 20 a 24 | 52    |
| 52    | 15 a 19 | 56    |
| 64    | 10 a 14 | 48    |
| 56    | 5 a 9   | 60    |
| 36    | 0 a 4   | 56    |

## Economia
El 2007 la població en edat de treballar era de 1.296 persones, 955 eren actives i 341 eren inactives. De les 955 persones actives 856 estaven ocupades (440 homes i 416 dones) i 99 estaven aturades (49 homes i 50 dones). De les 341 persones inactives 106 estaven jubilades, 121 estaven estudiant i 114 estaven classificades com a «altres inactius».

### Ingressos
El 2009 a Bréviandes hi havia 889 unitats fiscals que integraven 2.120,5 persones, la mediana anual d'ingressos fiscals per persona era de 19.832 €.

### Activitats econòmiques
Dels 112 establiments que hi havia el 2007, 1 era d'una empresa extractiva, 1 d'una empresa alimentària, 1 d'una empresa de fabricació de material elèctric, 11 d'empreses de fabricació d'altres productes industrials, 24 d'empreses de construcció, 18 d'empreses de comerç i reparació d'automòbils, 7 d'empreses de transport, 7 d'empreses d'hostatgeria i restauració, 2 d'empreses d'informació i comunicació, 4 d'empreses financeres, 7 d'empreses immobiliàries, 13 d'empreses de serveis, 12 d'entitats de l'administració pública i 4 d'empreses classificades com a «altres activitats de serveis».
Dels 34 establiments de servei als particulars que hi havia el 2009, 1 era una gendarmeria, 1 oficina de correu, 1 una oficina bancària, 5 tallers de reparació d'automòbils i de material agrícola, 2 paletes, 6 guixaires pintors, 5 fusteries, 6 lampisteries, 2 empreses de construcció, 1 perruqueria, 3 restaurants i 1 agència immobiliària.
Dels 5 establiments comercials que hi havia el 2009, 1 era una gran superfície de material de bricolatge, 1 una botiga de menys de 120 m², 1 una fleca, 1 una botiga de mobles i 1 una botiga de material de revestiment de parets i terra.
L'any 2000 a Bréviandes hi havia 8 explotacions agrícoles que ocupaven un total de 184 hectàrees.

## Equipaments sanitaris i escolars
L'únic equipament sanitari que hi havia el 2009 era una farmàcia.
El 2009 hi havia 1 escola maternal i 1 escola elemental.

## Poblacions més properes
El següent diagrama mostra les poblacions més properes.